# Niño Ricardo
Manuel Serrapí Sánchez med kunstnernavnet Niño Ricardo (født 11. juli 1904 i Sevilla, død 14. april 1972) var en spansk flamencoguitarist.
Ved siden af navnlig Sabicas var Niño Ricardo sin generations dominerende guitarist. Hvor Sabicas var den mere teknisk perfekte, havde Niño Ricardo mere varme i udtrykket og var måske en mere autentisk repræsentant for flamenco.